# Historia Ostrowi Mazowieckiej
Historia Ostrowi Mazowieckiej

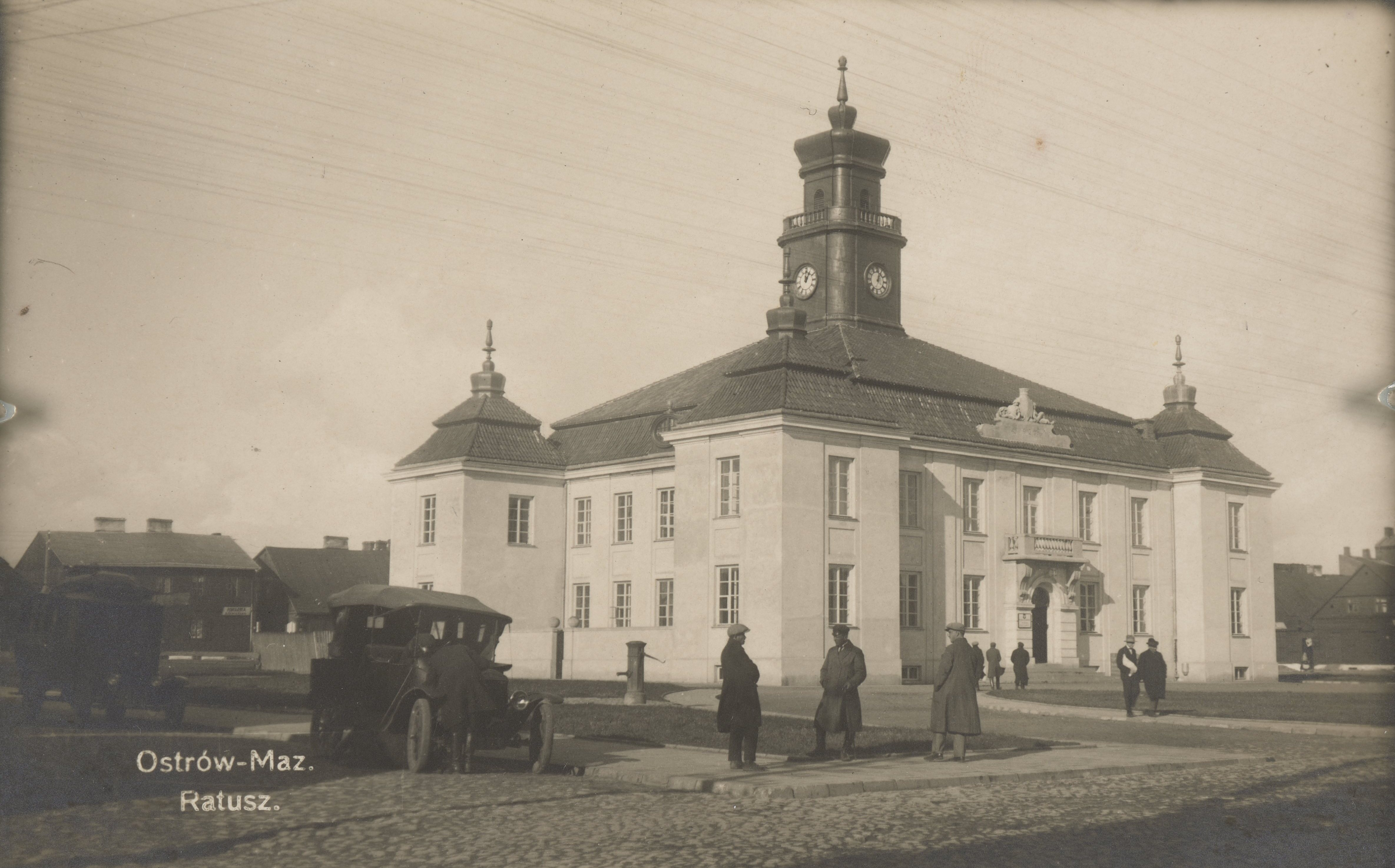
Ratusz w Ostrowi Mazowieckiej na pocztówce z okresu międzywojennego

Pierwsze wzmianki o Ostrowi Mazowieckiej pochodzą z 1414 r.
W 1434 książę mazowiecki Bolesław IV nadał lokowanej na prawie chełmińskim wsi prawa miejskie.

## XVI wiek
W 1514 r. księżna Anna nadała miastu prawo odbywania 4 jarmarków rocznie i 1 targu tygodniowo, co przyspieszyło rozwój miasta. Liczba jarmarków była liczbą znaczną, ponieważ zwykle w przywilejach przyznawano prawo do 3. Daty jarmarków przedstawiały się następująco: święto nawrócenia świętego Pawła (25 stycznia), czwarta niedziela postu (między 1 marca i 4 kwietnia), Zielone Świątki (między 10 maja i 13 czerwca), święto Mateusza apostoła (21 września). Targi miały odbywać się co tydzień, początkowo jako dzień targów wyznaczono wtorek. Jednak w niedługim okresie, z przyczyn nieznanych, przeniesiono go na czwartek (obecnie targi odbywają się w poniedziałki).
Po włączeniu w 1526 r. przez Zygmunta I Mazowsza do Korony, miasto odczuło ożywienie handlu i kultury.
Podczas panowania Zygmunta Augusta, ostrowskie probostwo zostało nadane sekretarzowi królewskiemu, doktorowi obojga praw, Andrzejowi Patrycemu Nideckiemu. Miało to istotny wpływ na rozwój życia kulturalnego w mieście. Założone przez wyżej wspomnianego Bractwo Literackie przy kościele parafialnym, pozwoliło na połączenie życia religijnego z szeroko pojętym życiem towarzyskim.

## XVI-XIX wiek
W II poł. XVI wieku, będąc siedzibą starostwa grodowego, Ostrów przekroczyła jak na owe czasy imponującą liczbę mieszkańców: 3 tysiące.
Wiek XVII w. i liczne wojny przyniosły kres dalszemu rozwojowi miasta. Następne lata to powolny okres dźwigania się z upadku. Pojawili się też pierwsi osadnicy żydowscy. W raporcie z 1792 r. o stanie miasta Ostrowi zapisano, iż miasto miało 130 domów, z których sześć należało do ludności żydowskiej, trzy do skarbu państwa (dom edukacyjny, kancelaria i dom szpitalny). Razem mieszkało w Ostrowi 867 osób (732 chrześcijan, 135 wyznania mojżeszowego).
Mieszkańcy Ostrowi aktywnie uczestniczyli we wszystkich zrywach narodowowyzwoleńczych, od insurekcji kościuszkowskiej po powstanie styczniowe (duże bitwy z udziałem Ostrowiaków pod Nagoszewem i Stokiem).
W 1865 r. liczba ludności przekroczyła poziom 5 tysięcy (3362 Żydów, 1848 chrześcijan i 23 innych) przy 585 posesjach.

## Lata 1914–1945

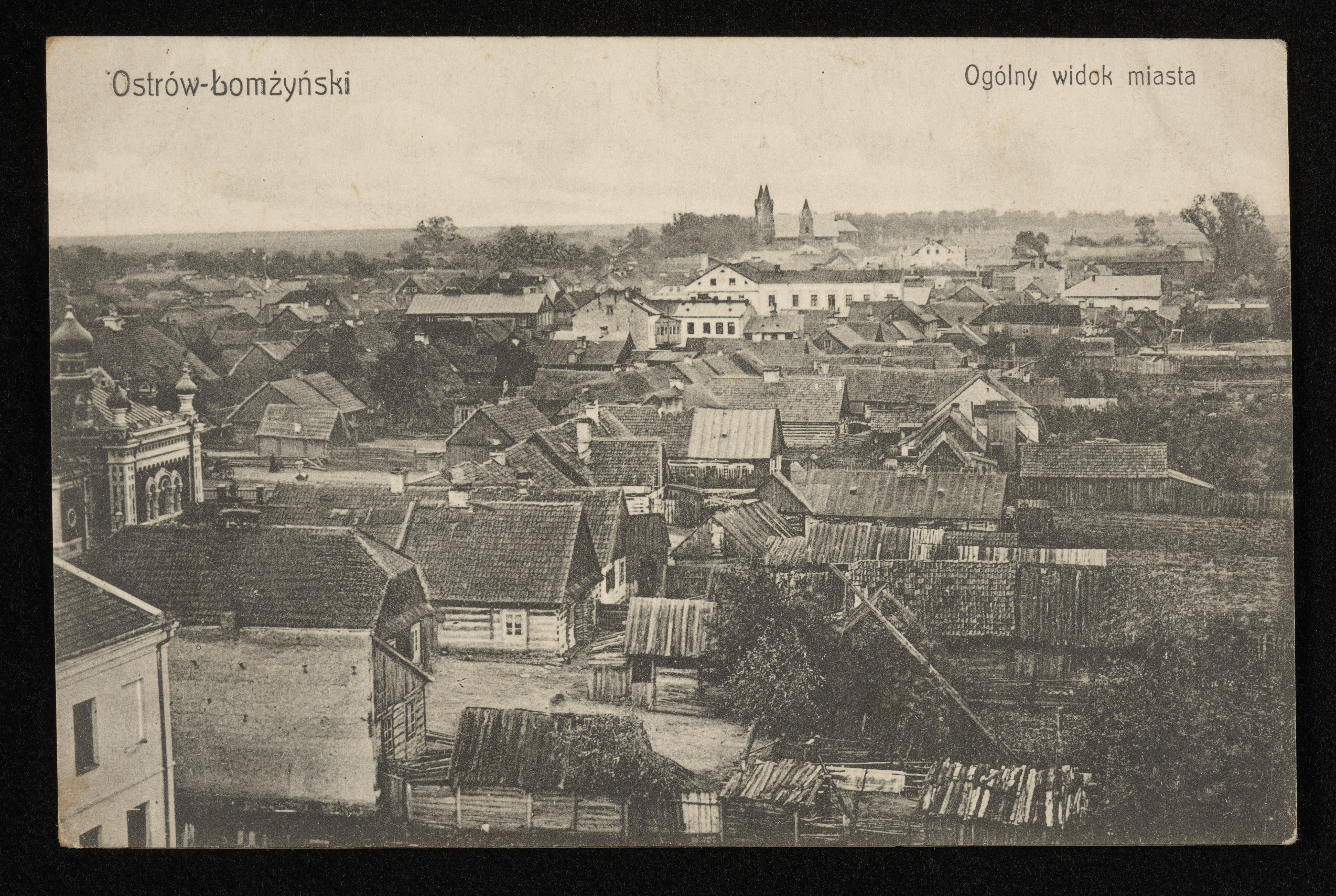
Ogólny widok miasta około 1918 roku

I wojna światowa nie przyniosła miastu zniszczeń. Natomiast II wojna światowa była ogromnym ciosem dla miasta i jego mieszkańców. Rozpoczynająca się 8 września 1939 okupacja niemiecka to tragiczny okres dla miejscowej społeczności, głównie żydowskiej, poddawanej masowym egzekucjom, m.in. w tzw. „ostrowskim pierścieniu śmierci” (Biel – 655 zamordowanych, Guty-Bujno, Gąsiorowo – ok. 400, Zgleczewo Szlacheckie – ok. 500).
Pozostałą w Ostrowi Mazowieckiej grupę Żydów – ok. 500 osób, w większości starców i kobiety z dziećmi – w dniu 11 listopada 1939 roku naziści zgładzili w masowej egzekucji w pobliskim lesie. W 1943 lub 1944 roku na rozkaz Niemców ciała ofiar ekshumowano i wywieziono.
W 1941 r. w okolicznych miejscowościach Niemcy utworzyli obozy dla jeńców sowieckich – w Grądach (Stalag 324) i w Komorowie (Stalag 333).
Na terenie powiatu ostrowskiego zorganizowano obwód AK „Opocznik”, liczący w sierpniu 1943 prawie 2000 zaprzysiężonych.
Jedną z najbardziej spektakularnych akcji AK był udany zamach na niemieckiego starostę powiatowego dr Reinharda Ekerta, przeprowadzony 25 maja 1943 w centrum miasta.

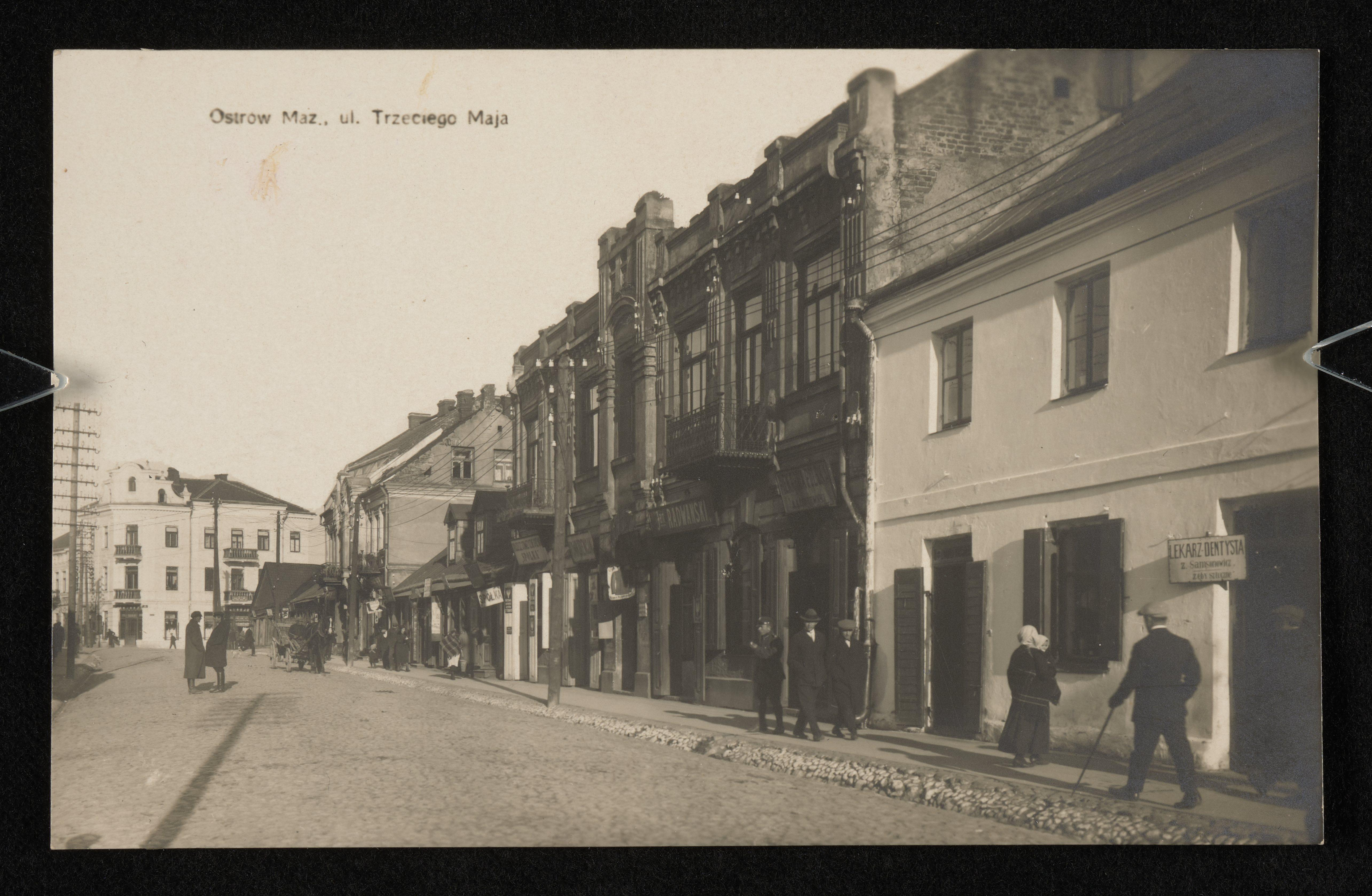
Ostrów Mazowiecka w dwudziestoleciu międzywojennym

Na skutek tego Niemcy od razu przystąpili do szeroko zakrojonej akcji odwetowej wymierzonej w ludność cywilną. W dniach 25 i 26 maja zastrzelili 10 mieszkańców Ostrowi Mazowieckiej, a 26 maja około 140 Polaków w pobliżu wsi Guty-Bujno. Natomiast 29 maja dokonali obławy na pociąg relacji Ostrołęka-Wyszków. Około godziny 13.00 zatrzymani zostali wywiezieni w grupach 12-osobowych na miejsce straceń w lesie nieopodal miejscowości Skuszew pod Wyszkowem. Według danych zamieszczonych na pomniku znajdującym się na miejscu zbrodni rozstrzelano wówczas 250 osób, ale obecnie nie jest możliwe ustalenie dokładnej liczby zamordowanych.
Kończący się z wkroczeniem Armii Czerwonej na początku września 1944 okres okupacji niemieckiej pozostawił miasto zniszczone w 60%, zginęło ok. 11,5 tys. mieszkańców, głównie Żydów.

## Po 1945 r.
Okres powojenny to odbudowa zniszczonego miasta, budowa zakładów przemysłowych (ZURAD, BUMAR, Zakład Mleczarski Ostrowia, Fabryka Mebli itp.).
Lata 90. to okres dynamicznych przemian i gospodarczego rozwoju.

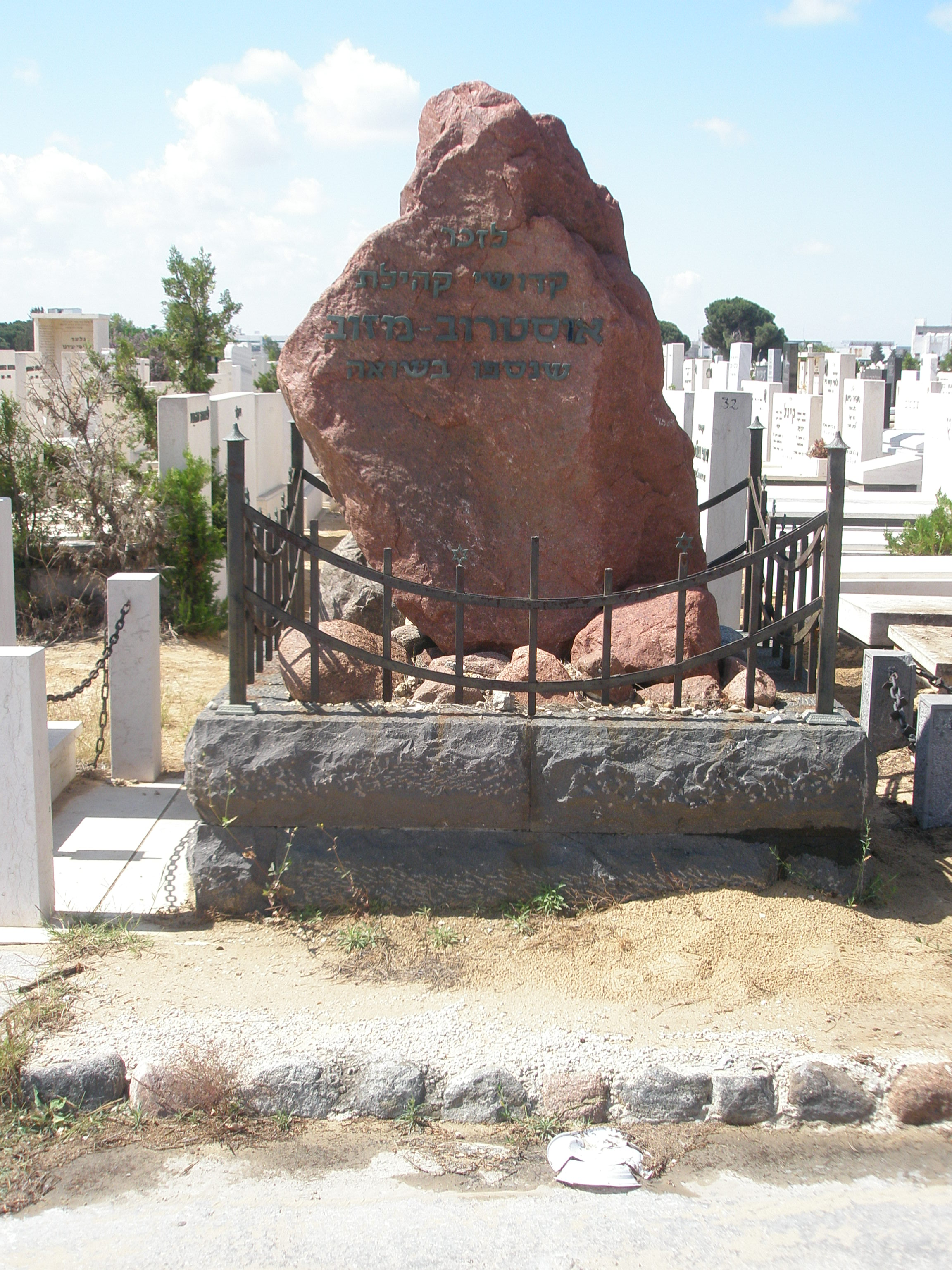
Pomnik w Izraelu poświęcony pamięci ostrowskich Żydów

## Geneza nazwy miasta Ostrów Mazowiecka
Etymolodzy spierają się, czemu miasto zawdzięcza swoją nazwę. Jedni uważają, że słowo ostrów lub ostrowa oznaczało bór, czyli 60 barci. Inni, że drabinkę przygotowaną z wierzchołka drzewa iglastego, po której bartnik dostawał się do barci na tzw. podkur, lub po prostu znamię (signum), którym bartnicy oznaczali swe barcie. Nazwa miasta w toku dziejów ulegała znaczącym zmianom. Zaczynając od wieku XV, kiedy to nazwa brzmiała Ostrowo, w akcie lokacyjnym Ostrowya 1434, poprzez Ostrowia, w wieku XIX miasto zwano Ostrów Mazowiecki, Ostrów Łomżyński lub Ostrów w ziemi łomżyńskiej. W okresie międzywojennym używano dwóch nazw, mianowicie: Ostrowia Mazowiecka i Ostrów Mazowiecki. Badania źródłowe nad nazwą miasta i jego herbem prowadził w tym czasie Jan Dołęga-Zakrzewski – burmistrz Ostrowi Mazowieckiej. W grudniu 1926 Ministerstwo Spraw Wewnętrznych zatwierdziło nazwę Ostrów Mazowiecka. Kazimierz Nitsch proponował inną nazwę – Ostrowia Mazowiecka – która nie została przyjęta.